# Grand Prix de Cannes
Ne doit pas être confondu avec Grand prix du Festival de Cannes.
Le Grand Prix de Cannes est une ancienne course cycliste française disputée à Cannes de 1926 à 1991 pour les professionnels. Le Français René Vietto y détient le record de victoires avec trois succès.

## Palmarès

### Professionnels
| Année     | Vainqueur                | Deuxième                  | Troisième                 |
| --------- | ------------------------ | ------------------------- | ------------------------- |
| 1926      | François Urago           | Sébastien Piccardo        | Paulin Lanteri            |
| 1927      | Louis Gras               | Embareck Fliffel          | François Menta            |
| 1928      | Giuseppe Rivella         | Louis Gras                | Giuseppe Enrici           |
| 1929      | Yves Le Goff             | Felice Gremo              | Antoine Mugnaoni          |
| 1930      | Gaspard Rinaldi          | Jean Maréchal             | René Brossy               |
| 1931      | Louis Gras               | Adrien Buttafocchi        | Louis Minardi             |
| 1932      | René Vietto              | Luigi Barral              | Pierre Pastorelli         |
| 1933      | René Vietto              | Fernand Cornez            | Clément Bistagne          |
| 1934      | Fernand Cornez           | Louis Aimar               | Roger Cottyn              |
| 1935      | Antonio Zanella          | Léo Amberg                | Antoine Arnaldi           |
| 1936      | Alfred Weck              | Adrien Buttafocchi        | Raymond Louviot           |
| 1937      | Giuseppe Martano         | Lucien Lauk               | Luigi Barral              |
| 1938      | Lucien Lauk              | Elia Frosio               | André Deforge             |
| 1939      | Karl Litschi             | André Deforge             | Giuseppe Martino          |
| 1940      | non organisé             | non organisé              | non organisé              |
| 1941      | Bruno Carini             | René Vietto               | Fermo Camellini           |
| 1942      | Gino Proietti            | Victor Pernac             | Dante Gianello            |
| 1943-1945 | non organisé             | non organisé              | non organisé              |
| 1946      | Paul Néri                | Joseph Soffietti          | Pierre Baratin            |
| 1947      | Raymond Guégan           | Joseph Soffietti          | Lucien Lauk               |
| 1948      | René Vietto              | Paul Néri                 | Édouard Fachleitner       |
| 1949      | Antonin Canavèse         | Édouard Fachleitner       | Jesus Moujica             |
| 1950      | Édouard Fachleitner      | Nello Lauredi             | Antoine Giauna            |
| 1951      | Lucien Teisseire         | Fernando Moreira          | Raoul Rémy                |
| 1952      | Louison Bobet            | Pierre Molinéris          | Adolphe Pezzuli           |
| 1953      | Pierre Baratin           | Angelo Conterno           | Émile Rol                 |
| 1954      | Gilbert Bauvin           | Jean Leullier             | Alex Close                |
| 1955      | Jean Forestier           | Raoul Rémy                | René Privat               |
| 1956      | Joseph Mirando           | Yvon Ramella              | Vincent Vitetta           |
| 1957      | Antonin Rolland          | Tino Sabbadini            | Joseph Mirando            |
| 1958      | Tino Sabbadini           | Gilbert Bauvin            | Joseph Mirando            |
| 1959      | Francis Anastasi         | Claude Mattio             | Emmanuel Busto            |
| 1960      | Jean Bonifassi           | Albert Bouvet             | Claude Mattio             |
| 1961      | Nino Defilippis          | Claude Valdois            | Raymond Poulidor          |
| 1962      | Rudi Altig               | François Le Her           | Fernand Picot             |
| 1963      | François Mahé            | Raymond Poulidor          | Ian Moore (en)            |
| 1964      | Raymond Poulidor         | Winfried Bölke            | Jean Dupont               |
| 1965      | Michele Dancelli         | Jean-Claude Wuillemin     | Jean Jourden              |
| 1966      | Flaviano Vicentini       | Carmine Preziosi          | Gilbert Bellone           |
| 1967      | Jean-Paul Paris          | Charly Grosskost          | Maurice Izier             |
| 1968      | Jacques Cadiou           | Claude Guyot              | Jean-Louis Bodin          |
| 1969      | Gilbert Bellone          | Arie den Hartog           | José Catieau              |
| 1970      | Paul Gutty               | Gilbert Bellone           | Désiré Letort             |
| 1971      | Frans Verbeeck           | Derek Harrison (en)       | Michel Périn              |
| 1972      | Roberto Poggiali         | Michel Périn              | Giuseppe Perletto         |
| 1973      | Tino Tabak               | Leif Mortensen            | Claude Tollet             |
| 1974      | Franco Bitossi           | Frans Verbeeck            | Tino Tabak                |
| 1975      | Jean-Pierre Danguillaume | Fedor den Hertog          | Maurice Le Guilloux       |
| 1976      | Georges Talbourdet       | Sylvain Vasseur           | Jean-Luc Molinéris        |
| 1977      | non organisé             | non organisé              | non organisé              |
| 1978      | Wilfried Wesemael        | Sven-Åke Nilsson          | Yvon Bertin               |
| 1979      | Sean Kelly               | Walter Planckaert         | Henk Lubberding           |
| 1980      | Jan Raas                 | Rik Van Linden            | Pierre-Raymond Villemiane |
| 1981      | Kim Andersen             | Pierre-Raymond Villemiane | Stephen Roche             |
| 1982      | Laurent Fignon           | Patrick Stephan           | Hubert Seiz               |
| 1983      | Gilbert Glaus            | Jean-Marie Grezet         | Patrick Moerlen (ca)      |
| 1984      | Yvon Madiot              | Pierre Bazzo              | Laurent Biondi            |
| 1985      | Adrie van der Poel       | Frédéric Vichot           | Allan Peiper              |
| 1986      | Gilbert Glaus            | Charly Bérard             | Jérôme Simon              |
| 1987      | Sean Yates               | Frédéric Vichot           | Gilbert Glaus             |
| 1988      | Jérôme Simon             | Andreas Kappes            | Bruno Wojtinek            |
| 1989      | Roland Le Clerc          | Luc Leblanc               | Régis Simon               |
| 1990      | Gérard Rué               | Udo Bölts                 | Frank Van Den Abeele      |
| 1991      | Yvon Madiot              | Harry Lodge (en)          | Laurent Jalabert          |

### Amateurs
| Année | Vainqueur           | Deuxième           | Troisième        |
| ----- | ------------------- | ------------------ | ---------------- |
| 1981  | Marc Vasseur        | Claude Ceccini     | Filippi          |
| 1982  | Marc Vasseur        | Régis Gallet       | Philippe Beaune  |
| 1983  | Gilles Chatard      |                    |                  |
| 1984  | D. Luglia           |                    |                  |
| 1985  | Gilles Chatard      | Philippe Lepeurien | Héliard Hubert   |
| 1986  | Fabien De Vooght    | John Nielsen       | Christian Seznec |
| 1987  | Éric Bonnet         | Peter Coates       | Jean-Luc Garnier |
| 1988  | Richard Virenque    | Rémy Asplanato     | Jean-Luc Garnier |
| 1989  | Fabien De Vooght    | Rémy Asplanato     | Héliard Hubert   |
| 1990  | Jean-Louis Cesari   | Rémy Asplanato     | Richard Gibelin  |
| 1991  | Yves Cordier        | Michel Lovichi     | Éric Proietti    |
| 1992  | Yann Meulemans      | Fabien Vaccher     | Laurent Magaglio |
| 1993  | Serge Garnier       | Laurent Eudeline   | Patrick Vallet   |
| 1994  | Frédéric Delalande  | Ghislain Marty     | Éric Castellotti |
| 1995  | Jean-Yves Duzellier | Éric Magnin        | Fabrice Paumier  |
| 1996  | David Lefèvre       | Reto Matt          | Grégory Barbier  |
| 1997  | Stéphane Corlay     | Olivier Trastour   | Samuel Plouhinec |
| 1998  | Christophe Gauthier | Grégory Lapalud    | Sébastien Pineau |
| 1999  | annulé              | annulé             | annulé           |
| 2000  | Renaud Dion         | Samuel Plouhinec   | Johan Dekkers    |
| 2001  | Sébastien Rainaud   | Dimitar Dimitrov   | Gérald Lavalard  |
| 2002  | Marc Thévenin       | Gaël Bouvet        | Benoît Luminet   |
| 2003  | Benoît Luminet      | Tom Colas          | Denis Lynch      |